# Dichaetomyia devia
Dichaetomyia devia är en tvåvingeart som beskrevs av Charles Howard Curran 1935. Dichaetomyia devia ingår i släktet Dichaetomyia och familjen husflugor. Inga underarter finns listade i Catalogue of Life.